# Жданов, Семён Романович
Семён Рома́нович Жда́нов (1803—1865) — российский политик, сенатор Российской империи; тайный советник.

## Биография
Родился в 1803 году; происходил из дворянского рода Ждановых. Получив домашнее образование, 1 октября 1817 года он поступил на службу канцеляристом в Елизаветградский земский суд, а через два года был перемещён в Херсонское губернское правление с откомандированием в канцелярию гражданского губернатора.
В 1824 году вышел в отставку, но менее чем через год опять поступил на службу в Министерство юстиции Российской империи. Здесь он довольно быстро стал подвигаться по карьерной лестнице и в 1829 году, уже в чине коллежского асессора, был переведён в Западную Сибирь — «Тобольским казенных дел стряпчим», а немного позднее — утверждён исправляющим должность советника и начальника отделения главного управления Западной Сибири. В 1834 году С. Р. Жданов был уволен от этой должности и тогда же перешёл в Министерство внутренних дел чиновником особых поручений. Через два года был перемещён правителем канцелярии Черниговского, Полтавского и Харьковского генерал-губернатора, а в 1840 году назначен начальником 1-го отделения департамента «полиции исполнительной».
В 1841 году его назначили состоять при управлявшем министерством внутренних дел генерал-адъютанте графе А. Г. Строганове, с которым он отправился в командировку в губернии пострадавшие от неурожая. За успешно исполненные возложенные на него графом Строгановым поручения он был произведён в коллежские советники.
Спустя три года Жданов был назначен правителем канцелярии Санкт-Петербургского военного генерал-губернатора, а с переменой штата — переименован в управляющие этой же канцелярии; 7 апреля 1846 года «во внимание к отлично усердной службе» Жданов был произведен в действительные статские советники. С 1847 года он принимал деятельное участие последовательно в целом ряде комитетов, как, например, учреждённом для принятия мер против эпидемии холеры в Санкт-Петербурге, попечительного общества о тюрьмах, для призрения нищих.
В 1855 году Жданов был, согласно его желанию, уволен от должности управляющего канцелярией Санкт-Петербургского военного генерал-губернатора с назначением вице-президентом Комитета для разбора и призрения нищих. Но в том же году он оставил эту должность, так как получил новое назначение — директором департамента исполнительной полиции; 1 января 1858 года был награждён чином тайного советника. В том же году он вновь выступил в качестве деятельного члена различных комитетов: комитета для пересмотра нормальных кондиций на содержание почтовых станций, комитета о губернских и уездных учреждениях. В этом же году ему было повелено стать членом совета министерства внутренних дел, а в 1862 году на него было возложено председательство в особой комиссии, учреждённой при том же министерстве, по пересмотру устава о паспортах и в комиссии для исследования злоупотреблений в воскресных школах. Тогда же он был назначен и членом комиссии, учрежденной под председательством князя А. Ф. Голицына.
В 1863 году ему было поручено председательство в главной следственной комиссии по политическим делам в Казани, откуда он опять вернулся в комиссию князя Голицына.
Наконец, 19 апреля 1864 года Жданов был назначен к присутствованию в Правительствующем сенате. Осенью того же года он был командирован в Симбирскую губернию для расследования дела о пожарах, — почти истребивших тогда город Симбирск.
Умер 8 (20) ноября 1865 года в Нижнем Новгороде, во время возвращения в столицу из сибирской командировки. Похоронен в Санкт-Петербурге, на кладбище Новодевичья монастыря.

## Семья
Женился 22 октября 1843 года на дочери купца 1-й гильдии Елизавете Ивановне Глушковой (ок. 1815—1870). Их дети:
- Наталья (? — не ранее 1880), замужем за В. А. Евреиновым
- Елизавета (31.03.1848—?)
- Сергей (09.08.1855—?)